# Wizards of OS

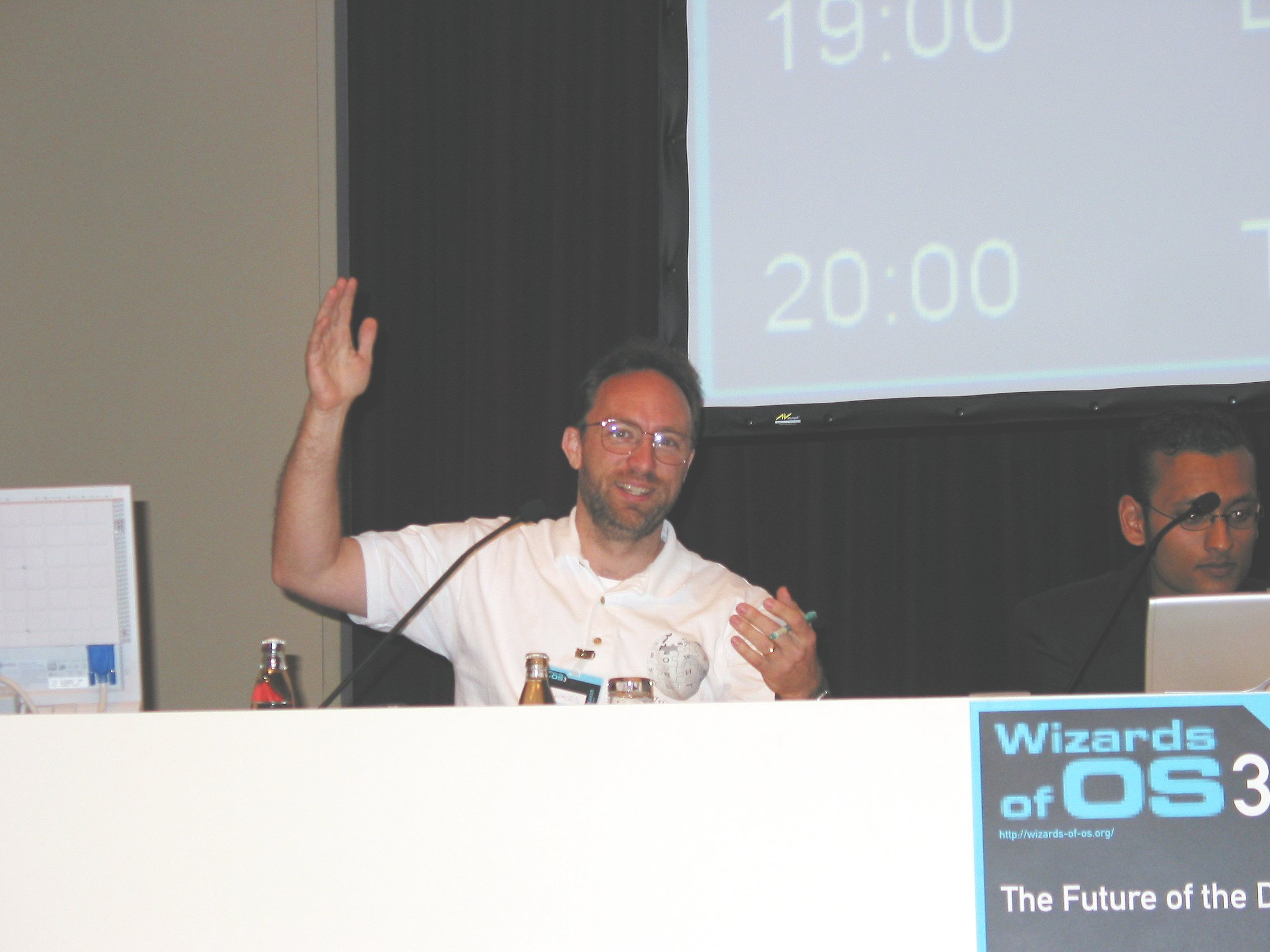
WOS3: Jimmy Wales

Wos jimbo1.JPG
Pentru tema melodică „Wizard of OS” a cântecului legat de sistemul de operare OpenBSD vezi Wizard of OS (cântec).
Expresia engleză Wizards of OS, semnificând Wizards of Operating Systems, pe scurt WOS, traducere în română: Vrăjitorii sistemelor de operare, este o conferință de free software care se ține în orașul Berlin, capitala Germaniei, începând cu 1999. Numele conferinței este o aluzie la binecunoscuta carte a lui Frank Baum „Vrăjitorul din Oz” (în engleză Wizard of Oz).
Subiectele acestei conferințe se referă la explorarea potențialului informațional, cultural și politic al softwareului de tip free software, al tehnologiei software, rețelelor digitale și al mijloacelor de comunicare în masă. De asemenea, subiecte importante care sunt dezbătute se referă la libertatea informației și la colaborarea deschisă în domeniul creării și diseminării cunoștințelor. Conferința este interdisciplinară și se dorește a fi un loc deschis de schimb informațional între savanți, ingineri, educatori, artiști și cercetători ai comportamentului social.

## Wizards of OS 3- WOS3
Prima conferință Wizards of OS a avut loc în 1999, a doua în 2002, iar a treia, care a avut ca temă „The Future of the Digital Commons”, a avut loc în 2004, prezentând printre altele, lansarea traducerii germane a licențelor de la Creative Commons.

## Wizards of OS 4 - WOS4
Cea de-a patra conferință, Wizards of OS 4, s-a desfășurat între 14 - 16 septembrie 2006. Unele dintre subiecte au fost viitorul Creative Commons, open music și compensarea artiștilor, legislația europeană de copyright. Larry Sanger, cofondator al proiectului Wikipedia, a anunțat o propunere inițială a proiectului său intitulat Citizendium, care este operațional la ora actuală în versiunea sa beta.